# Lidia Bastianich
 (juin 2023).
La mise en forme du texte ne suit pas les recommandations de Wikipédia : il faut le « wikifier ».
Les points d'amélioration suivants sont les cas les plus fréquents. Le détail des points à revoir est peut-être précisé sur la page de discussion.
- Les titres sont pré-formatés par le logiciel. Ils ne sont ni en capitales, ni en gras.
- Le texte ne doit pas être écrit en capitales (les noms de famille non plus), ni en gras, ni en italique, ni en « petit »…
- Le gras n'est utilisé que pour surligner le titre de l'article dans l'introduction, une seule fois.
- L'italique est rarement utilisé : mots en langue étrangère, titres d'œuvres, noms de bateaux, etc.
- Les citations ne sont pas en italique mais en corps de texte normal. Elles sont entourées par des guillemets français : « et ».
- Les listes à puces sont à éviter, des paragraphes rédigés étant largement préférés. Les tableaux sont à réserver à la présentation de données structurées (résultats, etc.).
- Les appels de note de bas de page (petits chiffres en exposant, introduits par l'outil «  Source ») sont à placer entre la fin de phrase et le point final[comme ça].
- Les liens internes (vers d'autres articles de Wikipédia) sont à choisir avec parcimonie. Créez des liens vers des articles approfondissant le sujet. Les termes génériques sans rapport avec le sujet sont à éviter, ainsi que les répétitions de liens vers un même terme.
- Les liens externes sont à placer uniquement dans une section « Liens externes », à la fin de l'article. Ces liens sont à choisir avec parcimonie suivant les règles définies. Si un lien sert de source à l'article, son insertion dans le texte est à faire par les notes de bas de page.
- La présentation des références doit suivre les conventions bibliographiques. Il est recommandé d'utiliser les modèles {{Ouvrage}}, {{Chapitre}}, {{Article}}, {{Lien web}} et/ou {{Bibliographie}}. Le mode d'édition visuel peut mettre en forme automatiquement les références.
- Insérer une infobox (cadre d'informations à droite) n'est pas obligatoire pour parachever la mise en page.

Pour une aide détaillée, merci de consulter Aide:Wikification.
Si vous pensez que ces points ont été résolus, vous pouvez retirer ce bandeau et améliorer la mise en forme d'un autre article.
 (juin 2023).
Lidia Giuliana Matticchio Bastianich, née le 21 février 1947, est une célèbre cheffe italo-américaine, animatrice de télévision, auteur et restauratrice. Spécialisée dans la cuisine italienne et italo-américaine, elle contribue régulièrement aux émissions de cuisine de la télévision publique depuis 1998.
En 2014, elle lance sa cinquième série télévisée. Elle possède ou a possédé plusieurs restaurant italiens aux États-Unis en partenariat avec sa fille Tanya Biastianich Manuali et son fils Joseph "Joe" Biastianich, dont Felidia Del Posto (fermé et vendu en 2021) et Becco. Elle est également partenaire des sites Eataly à New York, Chicago, Boston, Los Angeles, Las Vegas et Sao Paulo au Brésil.

## Biographie
Lidia Giuliana Matticchio Bastianich est née le 21 février 1947 à Pola, en Istrie, juste avant que la ville ne soit attribuée à la Yougoslavie en septembre 1947 (qui fait maintenant partie du comté d'Istrie, en Croatie). L'Istrie faisait partie du royaume d'Italie, mais elle est devenue une partie de la Yougoslavie à la fin de la Seconde Guerre mondiale, comme l'ont confirmé le traité de Paris (1947) et le traité d'Osimo (1975).
Elle est la fille d'Erminia (1921–2021)  et de Vittorio Matticchio (1911–1980),. Jusqu'en 1956, elle a vécu avec sa famille en Yougoslavie, période pendant laquelle la famille a croatisé son nom de famille de Matticchio à Motika. Bastianich, comme beaucoup d'autres Italiens d'Istrie, s'est enfuie à Trieste, en Italie, lors de l'exode istrien-dalmate, avec son frère Franco et sa mère sous prétexte de rendre visite à leur tante malade Nina, qui était une cuisinière personnelle,. Peu de temps après, son père les a rejoints à Trieste après avoir traversé la frontière italienne de nuit,,. Après que Nina n'ait pu fournir qu'un abri temporaire, Bastianich et sa famille sont devenus des réfugiés à Risiera di San Sabba. Selon Bastianich dans un documentaire de la télévision publique, bien qu'une riche famille de Triestine ait embauché sa mère comme cuisinière-gouvernante et son père comme chauffeur de limousine, ils sont restés résidents du camp de réfugiés.
Deux ans plus tard, leur demande de personnes déplacées a été acceptée pour émigrer d'Italie vers les États-Unis. En 1958, Bastianich et sa famille ont atteint les États-Unis, arrivant à North Bergen, New Jersey, puis s'installant à Astoria, Queens à New York,.